# Segestria
Segestria és un gènere d'aranyes araneomorfes de la família dels segèstrids (Segestriidae). Fou descrit per primera vegada l'any 1804 per Latreille.
Es distribueixen principalment per Euràsia. Alguna espècie es troba a Amèrica, una a Nova Zelanda, i dues a Àfrica del Nord. S. madagascarensis és endèmica de Madagascar.

## Taxonomia
Segons el World Spider Catalog amb data de 7 de gener de 2019, Segestria té reconegudes les següents 19 espècies:
- Segestria bavarica Koch, 1843 (Europa, fins a Azerbaitjan)
- Segestria bella Chamberlin & Ivie, 1935 (EUA)
- Segestria cavernicola Kulczyn'ski, 1915 (Itàlia)
- Segestria croatica Doleschall, 1852 (Croàcia)
- Segestria danzantica Chamberlin, 1924 (Mèxic)
- Segestria davidi Simon, 1884 (Síria)
- Segestria florentina (Rossi, 1790) (Europa, fins a Geòrgia)
- Segestria fusca Simon, 1882 (Portugal, Espanya, França, Itàlia)
- Segestria inda Simon, 1906 (Índia)
- Segestria madagascarensis Keyserling, 1877 (Madagascar)
- Segestria mirshamsii Marusik & Omelko, 2014 (Iran)
- Segestria nipponica Kishida, 1913 (Japó)
- Segestria pacifica Banks, 1891 (EUA)
- Segestria pusiola Simon, 1882 (Còrsega, Algèria)
- Segestria saeva Walckenaer, 1837 (Nova Zelanda)
- Segestria sbordonii Brignoli, 1984 (Creta)
- Segestria senoculata (Linnaeus, 1758) (Paleàrtic)
  - Segestria senoculata castrodunensis Gétaz, 1889 (Suïssa)
- Segestria turkestanica Dunin, 1986 (Àsia central)

### Fòssils
Hi ha restes fòssils del Cretaci. S'han trobat en ambre bàltic i en el jaciment del Florissant Fossil Beds National Monument. Segons el World Spider Catalog versió 19.0 (2018), existeixen els següents gèneres fòssils:
- †Segestria cristata Menge, 1854 (ambre bàltic)
- †Segestria flexio Wunderlich, 2004 (ambre bàltic)
- †Segestria mortalis Wunderlich 2004 (ambre bàltic)
- †Segestria plicata Petrunkevitch, 1950 (ambre bàltic)
- †Segestria scudderi Petrunkevitch, 1922 (Florissant)
- †Segestria secessa Scudder, 1890 (Florissant)
- †Segestria succinei Berland, 1939 (ambre bàltic)
- †Segestria tomentosa C. L. Koch & Berendt, 1854 (ambre bàltic)